# Boombastic (bài hát)
"Boombastic" là một bài hát của nghệ sĩ thu âm người Jamaica gốc Mỹ Shaggy nằm trong album phòng thu thứ ba cùng tên của ông (1995). Nó được phát hành như là đĩa đơn thứ hai trích từ album vào ngày 5 tháng 6 năm 1995 bởi Virgin Records. Bài hát được đồng viết lời bởi Shaggy và Robert Livingstone, trong đó sử dụng đoạn nhạc mẫu từ bài hát năm 1971 của King Floyd "Baby Let Me Kiss You", và được sản xuất bởi Livingstone. "Boombastic" sau đó còn xuất hiện trong tất cả những album tuyển tập của Shaggy kể từ khi phát hành, bao gồm Mr. Lover Lover: The Best of Shaggy...part 1 (2002), The Best of Shaggy (2008) và Best of Shaggy: The Boombastic Collection (2008). Một bản phối lại của bài hát với sự tham gia góp giọng của Sting International cũng được phát hành làm đĩa đơn vào ngày 18 tháng 1 năm 1996, và sử dụng đoạn nhạc mẫu từ bài hát năm 1973 của Marvin Gaye "Let's Get It On".
Sau khi phát hành, "Boombastic" nhận được những phản ứng tích cực từ các nhà phê bình âm nhạc, trong đó họ đánh giá cao quá trình sản xuất của nó, và gọi đây là một điểm nhấn nổi bật từ album. Sau khi xuất hiện trong đoạn video quảng cáo của Levi's, bài hát đã trở nên phổ biến và gặt hái những thành công vượt trội về mặt thương mại. "Boombastic" đứng đầu các bảng xếp hạng ở Úc, Ireland, Ý New Zealand, Thụy Điển và Vương quốc Anh, và lọt vào top 10 ở tất cả những quốc gia nó xuất hiện, bao gồm vươn đến top 5 ở nhiều thị trường lớn như Áo, Bỉ, Đan Mạch, Phần Lan, Pháp, Đức, Hà Lan, Na Uy, Tây Ban Nha và Thụy Sĩ. Tại Hoa Kỳ, bài hát được phát hành như là một đĩa đơn mặt A đôi với đĩa đơn trước "In the Summertime", và đạt vị trí thứ ba trên bảng xếp hạng Billboard Hot 100, trở thành đĩa đơn đầu tiên của Shaggy vươn đến top 10 tại đây.
Một video ca nhạc cho "Boombastic" đã được phát hành, trong đó bao gồm những cảnh Shaggy trình diễn bài hát trong một ngôi nhà, bên cạnh sự xuất hiện của nhiều nữ vũ công phụ họa trong video. Để quảng bá bài hát, nam ca sĩ đã trình diễn nó trên nhiều chương trình truyền hình và lễ trao giải lớn, bao gồm Late Night with Conan O'Brien, Showtime at the Apollo và Top of the Pops. Được ghi nhận là một trong những bài hát trứ danh trong sự nghiệp của Shaggy, "Boombastic" đã xuất hiện trong nhiều tác phẩm truyền hình và điện ảnh, như Barnyard, Mr. Bean's Holiday và George of the Jungle.

## Danh sách bài hát
Đĩa CD tại châu Âu
1. "Boombastic" – 3:52
2. "Boombastic" (StoneBridge Vocal remix) – 5:59

Đĩa CD maxi tại Anh quốc
1. "Boombastic" – 3:52
2. "Boombastic" (StoneBridge Vocal remix) – 3:52
3. "Boombastic" (Wag Ya Tail remix) – 4:19
4. "Boombastic" (Firefox & 4Tree BassBoom remix) – 6:32
5. "Boombastic" (Sting vs. Shaggy remix) – 5:59
6. "Boombastic" (Boom the Dancehall Dub) – 6:05

## Xếp hạng
| Bảng xếp hạng (1995-96)                  | Vị trí cao nhất |
| ---------------------------------------- | --------------- |
| Úc (ARIA)                                | 1               |
| Áo (Ö3 Austria Top 40)                   | 2               |
| Bỉ (Ultratop 50 Flanders)                | 4               |
| Bỉ (Ultratop 50 Wallonia)                | 5               |
| Đan Mạch (Tracklisten)                   | 2               |
| Châu Âu (European Hot 100 Singles)       | 1               |
| Phần Lan (Suomen virallinen lista)       | 2               |
| Pháp (SNEP)                              | 7               |
| Đức (Official German Charts)             | 2               |
| Ireland (IRMA)                           | 1               |
| Ý (FIMI)                                 | 1               |
| Hà Lan (Dutch Top 40)                    | 4               |
| Hà Lan (Single Top 100)                  | 4               |
| New Zealand (Recorded Music NZ)          | 1               |
| Na Uy (VG-lista)                         | 2               |
| Scotland (OCC)                           | 2               |
| Tây Ban Nha (AFYVE)                      | 3               |
| Thụy Điển (Sverigetopplistan)            | 1               |
| Thụy Sĩ (Schweizer Hitparade)            | 3               |
| Anh Quốc (OCC)                           | 1               |
| Hoa Kỳ Billboard Hot 100                 | 3               |
| Hoa Kỳ Hot R&B/Hip-Hop Songs (Billboard) | 1               |
| Hoa Kỳ Rhythmic (Billboard)              | 6               |

| Bảng xếp hạng (1995)                 | Vị trí |
| ------------------------------------ | ------ |
| Austria (Ö3 Austria Top 40)          | 28     |
| Belgium (Ultratop 50 Flanders)       | 30     |
| Belgium (Ultratop 50 Wallonia)       | 39     |
| Denmark (Tracklisten)                | 22     |
| Europe (European Hot 100 Singles)    | 3      |
| Finland (Suomen virallinen lista)    | 2      |
| France (SNEP)                        | 45     |
| Germany (Official German Charts)     | 26     |
| Italy (FIMI)                         | 1      |
| Netherlands (Dutch Top 40)           | 42     |
| Netherlands (Single Top 100)         | 28     |
| New Zealand (Recorded Music NZ)      | 3      |
| Norway Autumn Period (VG-lista)      | 2      |
| Sweden (Sverigetopplistan)           | 4      |
| Switzerland (Schweizer Hitparade)    | 34     |
| UK Singles (Official Charts Company) | 15     |
| US Billboard Hot 100                 | 18     |
| US Hot Rap Songs (Billboard)         | 7      |
| US Hot R&B/Hip-Hop Songs (Billboard) | 9      |
| Bảng xếp hạng (1996)                 | Vị trí |
| Australia (ARIA)                     | 16     |
| Europe (European Hot 100 Singles)    | 75     |

## Chứng nhận
| Quốc gia                                                                           | Chứng nhận | Số đơn vị/doanh số chứng nhận |
| ---------------------------------------------------------------------------------- | ---------- | ----------------------------- |
| Úc (ARIA)                                                                          | Bạch kim   | 70.000^                       |
| Áo (IFPI Áo)                                                                       | Vàng       | 25.000*                       |
| Pháp (SNEP)                                                                        | Vàng       | 250.000*                      |
| Đức (BVMI)                                                                         | Vàng       | 0^                            |
| New Zealand (RMNZ)                                                                 | Bạch kim   | 10.000*                       |
| Na Uy (IFPI)                                                                       | Bạch kim   | 10.000*                       |
| Anh Quốc (BPI)                                                                     | Bạch kim   | 600.000‡                      |
| Hoa Kỳ (RIAA)                                                                      | Bạch kim   | 1,200,000                     |
| * Chứng nhận dựa theo doanh số tiêu thụ. ^ Chứng nhận dựa theo doanh số nhập hàng. |            |                               |